# Thanatephorus pendulus
Thanatephorus pendulus é uma espécie de fungo pertencente à família Ceratobasidiaceae.